# La morte cavalca a Rio Bravo
La morte cavalca a Rio Bravo (The Deadly Companions) è un film western diretto da Sam Peckinpah nel 1961. È il suo primo lungometraggio.

## Trama
Avendo ucciso per sbaglio durante una sparatoria un bambino, l'ex sergente nordista Yellowleg decide di accompagnare la madre del ragazzo a Siringo, una piccola città fantasma situata in territorio Apache, per seppellirlo accanto al padre. Nel frattempo porta avanti il suo piano di vendetta nei confronti di un disertore sudista che anni prima l'aveva quasi scotennato.

## Produzione
L'attore Brian Keith venne ingaggiato dopo la cancellazione della serie televisiva di cui era protagonista, The Westerner, e consigliò di farlo dirigere dal creatore e regista della suddetta serie, Sam Peckinpah. Il produttore, Charles B. Fitzsimons, fratello dell'attrice Maureen O'Hara, impedì però al regista qualsiasi intervento personale e controllò tutta la produzione, in particolar modo il montaggio. Sam Peckinpah decise quindi di rinnegare il film, che fu la prima e ultima produzione della Carousel Productions.

## Distribuzione

### Data di uscita
Le date di uscita internazionali sono state:
- 6 giugno 1961 negli Stati Uniti
- 1961 in Regno Unito
- 16 febbraio 1962 in Svezia (Hämnaren från Gila City)
- 16 marzo in Finlandia (Preerian laki)
- 26 maggio in Giappone
- 10 luglio in Germania Ovest (Gefährten des Todes)
- 13 agosto in Italia
- 6 settembre in Messico (Obsesión de venganza)
- 17 settembre in Danimarca (Hævneren fra Gila City)
- Novembre in Austria (Gefährten des Todes)

### Edizione italiana
Poiché il doppiaggio d'epoca è andato perduto, il 10 febbraio 2014 il film è stato trasmesso su Rai Movie con un ridoppiaggio eseguito dalla CDC Sefit Group e diretto da Michele Gammino su dialoghi di Antonella Giannini.